# 亀戸餃子

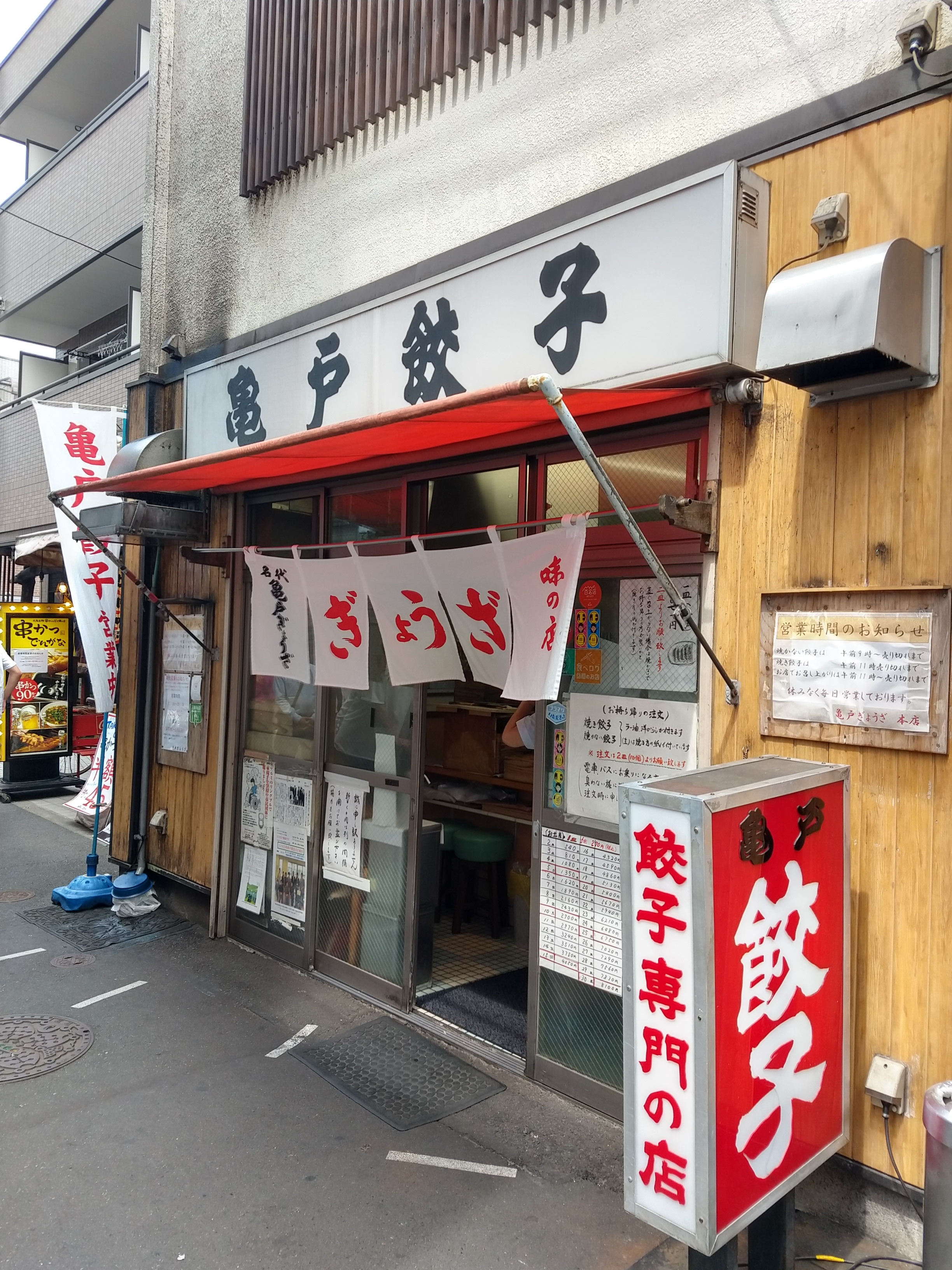
亀戸餃子本店。

亀戸餃子（かめいどぎょうざ）は、東京都江東区亀戸に本店を置く飲食店。食事のメニューは餃子のみである。

## 店舗
亀戸餃子は亀戸駅付近に本店を構える餃子専門店であり、錦糸町・両国・大島に支店を置く。
亀戸餃子本店は料理としては餃子のみを提供しており、ライスなど他の食事を注文することはできない。ただし、ビールを筆頭に、日本酒・焼酎・中国酒・ソフトドリンクなど、飲み物は多くのメニューが存在する。雑誌『飲食店経営』は中華料理店のビジネスについて、客単価の高低と品目数の多寡をもとに4つに分類して分析した際に、「メニューを絞り込んで客回転で勝負する業態」の代表例の一つとして亀戸餃子を挙げている。
着席すると自動的に餃子2皿の注文が確定し、まずは1皿5つの餃子が置かれた後、客が食べ終わりつつある頃に、2皿目が提供される。以降は希望に応じて皿が運ばれ、また3皿目を注文すると、もやしの皿がサービスとして出される。店全体では、1日あたり6000～10,000個超の餃子を販売している。

## 餃子
餃子の皮は自家製であり、製造は機械化されている。工場で蒸した餃子を箱詰めにして店内に運び、一つあたり10皿分50個を焼くことのできる鉄板を3つ用いて店内で焼いている。
主要な具材はキャベツ、豚肉、ショウガ、ニンニク、ニラ、タマネギである。これらの材料はすべて国産であり、群馬県嬬恋村のキャベツや青森県のニンニクなどを使っているとされる。
一つの餃子に、肉の量に対して野菜が二倍と野菜の量が多くなっており、量を食べやすく、また健康的なものとなるように工夫しているという。
調味料としては、醤油、酢、ラー油に加えて、他の店と異なり、マスタードを置いている点に特徴がある。醤油や酢は料亭で用いられる高級品を用いているとともに、自家製のラー油を一か月で一斗缶2本分消費している。

## 歴史

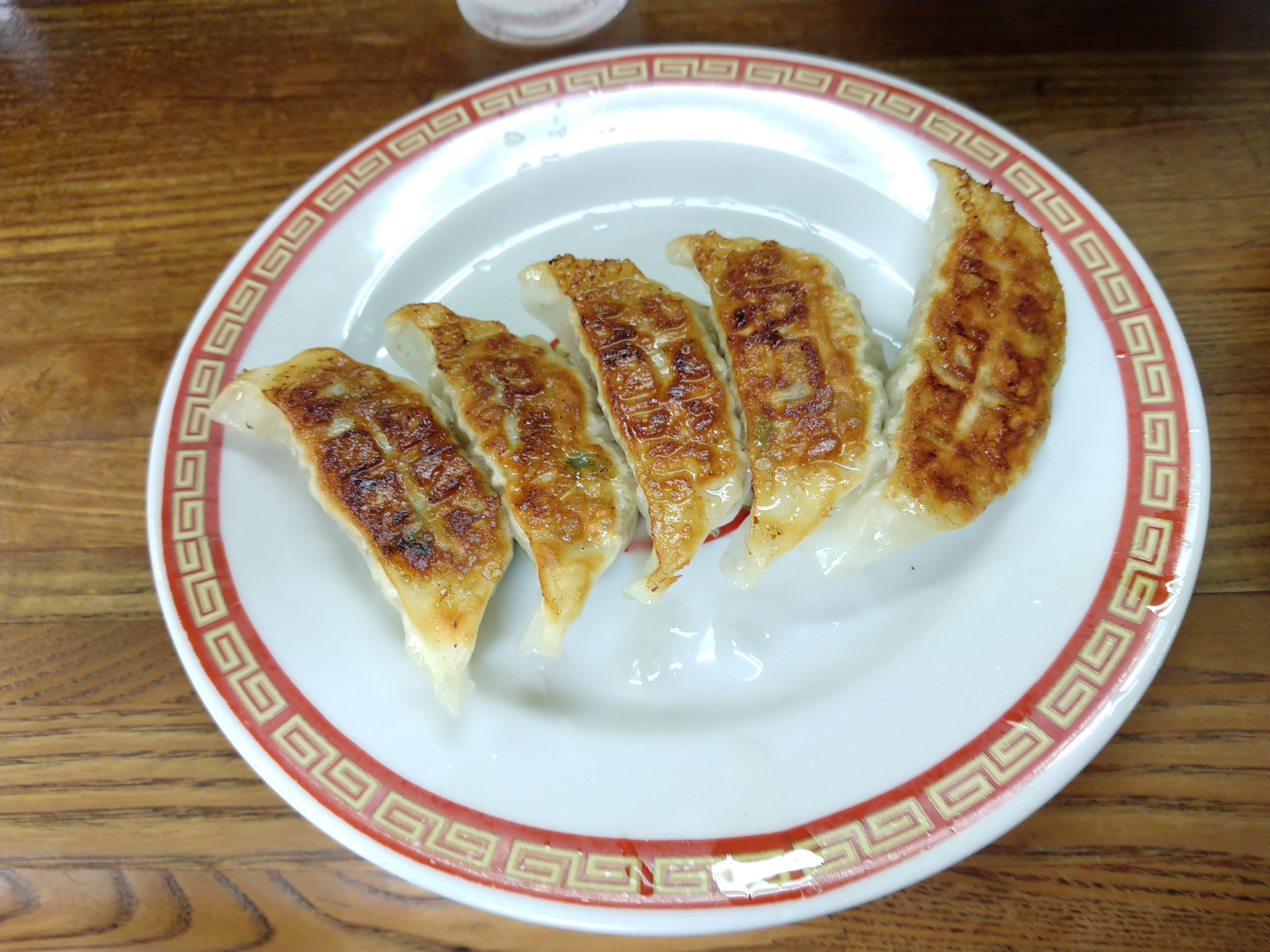
亀戸餃子錦糸町支店の餃子。

亀戸餃子は1955年1月30日（日曜日）に創業した。当時は餃子がまだ一般的な食べ物ではない時代であり、亀戸餃子の提供する餃子も、創業当初は入手可能な七種類の野菜のみを具材としていたが、肉が不足しているとして必ずしも好評ではなかったという。
かつては野菜を刻むところから手作業で始まっており、いわゆる「金の卵」を10人強雇って作っていた。1970年代半ばからは機械化が進み、工場で餃子を蒸す作業を実施することで、価格の上昇を防いでいる。
以前は持ち帰り客は10分の1程度だったものの、その後、テフロン加工の調理道具が一般化することで、自宅で調理しやすくなったことから、持ち帰り客が増加している傾向にある。